# Dictyna brevitarsa
Dictyna brevitarsa är en spindelart som beskrevs av James Henry Emerton 1915. Dictyna brevitarsa ingår i släktet Dictyna och familjen kardarspindlar. Inga underarter finns listade i Catalogue of Life.